# V-u-den
V-u-den a fost o trupă de muzică pop japoneză formată în anul 2004.  Acum V-u-den a avut membrii noi din 2009 pe Sayumi Michishige și Junjun de la Morning Musume și Risako Sugaya de la Berryz Kobo. Acum trupă nu mai e activă

## Foști membrii
- Rika Ishikawa
- Erika Miyoshi
- Yui Okada
- Junjun
- Sayumi Michishige
- Risako Sugaya

## Media

### Televiziune
- Majokko Rikachan no Magical v-u-den

### Filme
- Sukeban Deka:Codename=Asamiya Saki

### Internet
- 11th Haro Pro Video Chat

### Radio
- B.B.L
- Haro Poro Yanen

## Discografie

### Cântece
- Koi no Nukegara
- Kacchoiize! Japan
- Aijsai Ai Ai Monogatari
- Hitorijime
- Kurenai no Kisetsu
- Issai Gassai Anata ni Ageru
- Aisu Cream to My Pudding
- Koisuru Angel Heart
- Jaja Uma Paradise
- Nanni mo Iwazu ni I LOVE YOU

### Albume
- Suiteroom Number 1
- v-u-den Single Best 9 Vol.1 Omaketsuki